# Drótszőrű német vizsla
A drótszőrű német vizsla világszerte az egyik legismertebb német vadászkutya. Habár Magyarországon a rövidszőrű változata elterjedtebb, azért a drótszőrű sem mondható ritkának. Érdekesség, hogy az anyaországban fordított a helyzet, ott a drótszőrű fajtaváltozatot választják előszeretettel társként az emberek. Németországi fajta klubjának több mint 11000 bejegyzett tagja van, ezzel pedig az előkelő első helyen áll a vadászkutya fajta klubok közt.
A német vizsláknak az évek folyamán négy változata alakult ki: a rövidszőrű, a drótszőrű, a hosszúszőrű és a szálkásszőrű német vizsla. Tágabb értelemben a weimari vizsla is a német vizslák csoportjába van sorolva (hisz német fajta!).

## Története
Már a 17. századból is maradtak vissza leírások a német vizslákról, azonban mégis a fajta kialakulását a 19. század végére datálják. Ugyanis akkor kezdték el szelektálni a fajtát szőrváltozatok szerint. Az 1800-as évek elején Németországban, amint hanyatlott a feudalizmus, több nagyobb földbirtok, amely egykor a nemeseké volt, a köz javára került. Európában a feltörekvő középosztályban, nagyobb volt a jólét, mint addig valamikor is. A középosztály megteremtette a lehetőségét, hogy ezeken a valaha nemesi tulajdonban lévő birtokokon vadásszon, és részesüljön a sportvadászat privilégiumában, amely addig csak a nemeseknek adatott meg.
Mivel a középosztálynak nem volt meg a területe és a forrása, hogy hatalmas kenneleket tartson fenn az egyes vadászkutyafajtákból, valamint a vadászati kultúra fejlődése, előmozdították az igényt, egy olyan vadászkutyára, amely nemes- és dúvad vadászatára egyaránt alkalmas. A németek ekkor határozták el, hogy leválnak az angol módszerről, a két kutyával való vadászatról (egy elhozó és egy mutató kutyát alkalmaztak), és egy mindenes használati vadászkutyát szerettek volna kialakítani, amely megállja helyét úgy a mezei, erdei, mint a vízi munkában.
Munkájuk az Albrecht zu Solms und Braunfels herceg által is megfogalmazott „ Teljesítménnyel a típushoz!” („durch Leistungsfähigkeit zum Typus") elv jegyében zajlott, igazi német precizitással és célszerűséggel. Ezen mondat mai napig a német vizsla tenyésztők jelszava maradt.
1873-ban kerül Solms herceg udvarába, egy fiatal, lelkes holland vadász és tenyésztő, Eduard Karel Korthaals. A herceg, megbízza kennelje és tenyészete vezetésével. Ez volt akkoriban Németország egyik leghíresebb vadászkutya tenyészete, melyben főleg angol vizslák (pointerek) voltak, ugyanakkor engedélyezte a fiatal Korthaalsnak, hogy griffonok tenyésztésével is foglalkozzon. Korthaals-nak sikerül végeredményben stabilizálni és letisztítani egy kutyafajtát, amelyet ma drótszőrű griffon néven ismerünk.

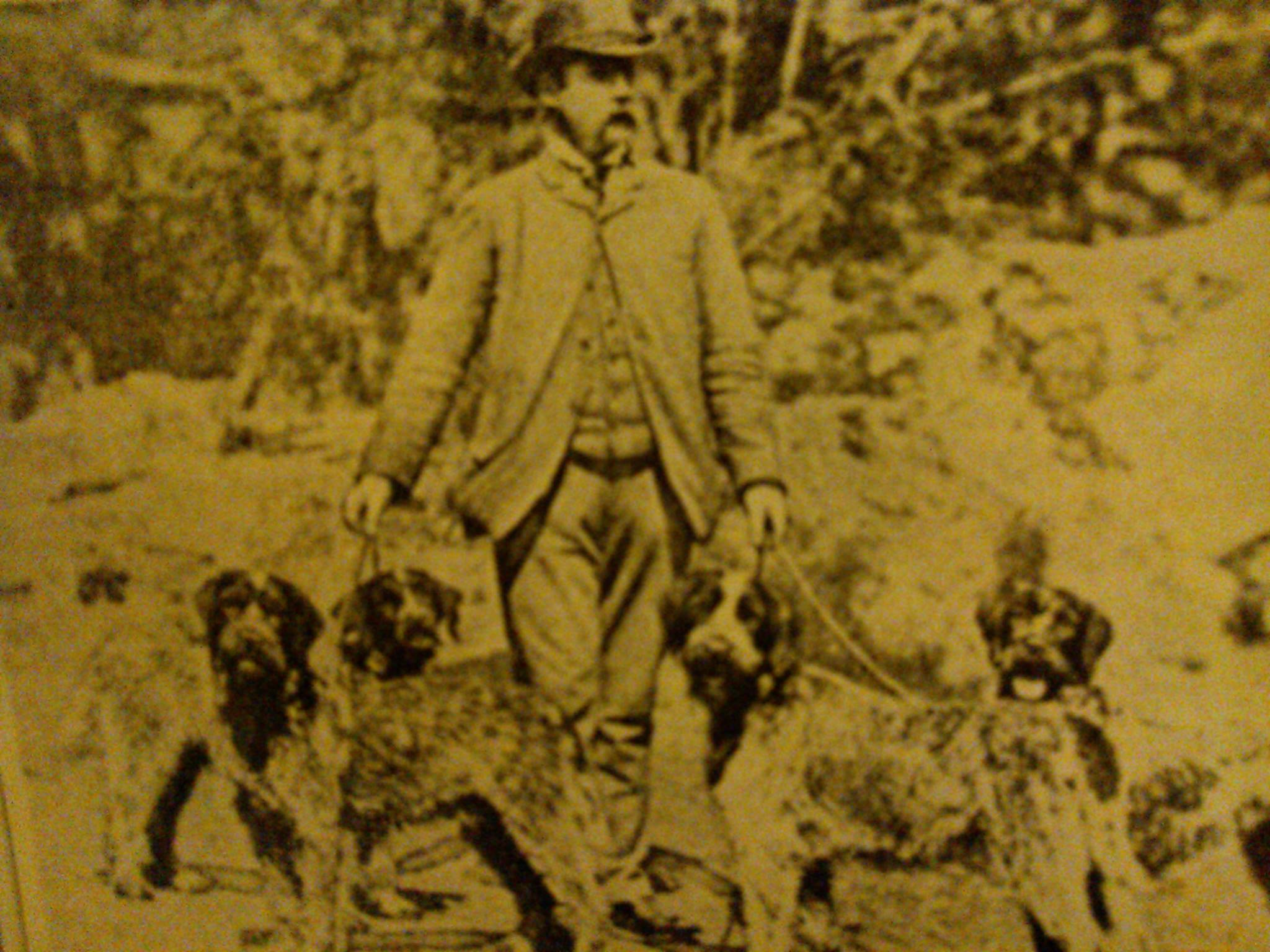
Eduard Karel Korthaals griffon típusú kutyáival 1860-ban

A griffon elismerése önálló fajtaként, végül is Franciaországban valósul meg. Válaszként a griffon elismerésére, mint francia kutyafajta, a németek elhatározzák, hogy kitenyésztenek egy igazi, 100 százalékban német, vizslafajtát. Lelkes tenyésztők, Freiherr Sigismund von Zeidlitz und Neukirch, ismertebb nevén dr. Hegewald vagy Hegewald mester, vezetésével a következő években kidolgoznak egy tenyésszabályzatot, egy teljesítmény bírálattal összefűzve, amelyet most Nemzetközi Hegewald néven ismerünk (német nevén Hegewald Zuchtprüfung). Ezen tenyészvizsga keretében, melyet mai napig megrendeznek évente Németországban, elbírálják a kutyák vadmegálló képességét, az elhozást, a nyomkövetést (csapázást), a vízi munkát, a kooperációs készséget, valamint a kutyák küllemét. Hegewaldot tartják tulajdonképpen a drótszőrű német vizsla „lelki atyjának”, de nevéhez fűződik a pudelpointer kialakítása is. 1902 májusában megalakul a Drótszőrű Német Vizsla Szövetség (Verein Deutsch Drahthaar vagy VDD), egyesület mely akkoriban magába foglal más durva szőrű fajtákat is, az egyesület első elnökévé pedig Alexander Lauffst választják. A vezetése alatt egy maroknyi odaadó tenyésztő, Koch, Meier és Kohlhase, kezdte el azt a nehéz munkát, hogy a meglévő génállományba, belevitték a szálkásszőrű német vizsla génállományát. Az így létrejött egyedeket majd Hegewald pudelpointerével keresztezték. A testméret (a létrejött kutyák túlságosan magasak voltak) és az aljszőrzet javítására pedig a korthals-griffont is bevonták a tenyésztésbe, majd végezetül pedig, a fedőszőrzet, az orrjóság és a keresési stílus stabilizálására pedig a rövidszőrű német vizsla is hozzájárult a fajta kialakulásához.
Ezek az emberek idealisták voltak, és sokat áldoztak fel az új fajta fejlesztéséért. Együtt dolgoztak, e mottó alatt: „a legjobb kutyám van, csak még nem elég jó”, és ezzel elindították a drótszőrű német vizsla komoly tenyésztését. Ez a szervezet sok vihart kavart szakmai berkekben. A szaksajtóban arról cikkeztek, hogy elérhetetlen igényekkel szeretne létrehozni egy „fantomkutyát”. – Sokáig nem kezelték és el sem ismerték külön szőrváltozatként a drótost. A német Vadászkutya Szövetség az 1900-as évek elején felismerte, a drótszőrűben rejlő értékeket. A kutyáknak és a tenyésztőknek is lehetőséget adtak bizonyítani a rátermettségüket. Ekkor kezdték el regisztrálni a fajta egyedeit, mint német mindenes használati vadászkutyát.
A következő említésre méltó szakasz talán a drótszőrűek életébe a II. világháborút követő időszak. Ekkor kezdett igazán ismertté válni és honosodott meg a világ minden táján. Azóta is töretlen népszerűségnek örvend, mind anyaországában, mind a nagyvilágban.
Az így létrejött vadászkutya igen kemény, az idő viszontagságait jól tűrő, sokoldalú, igazi „mindenes” fajta. Kialakulása tehát bizonyos pontig megegyezik a rövidszőrű német vizslával, de végeredményben egy teljesen különálló fajtáról van szó. A drótosoknak nagyfokú a kijelölt feladataik iránti szenvedélyük, – ami nem más, mint a vadászat eredményességét segíteni – nagy kitartással képesek megvalósítani a feladatokat, mindamellett temperamentumuk kézbentartható marad marad munka közben is.

## Külleme és jelleme
- Általános megjelenés

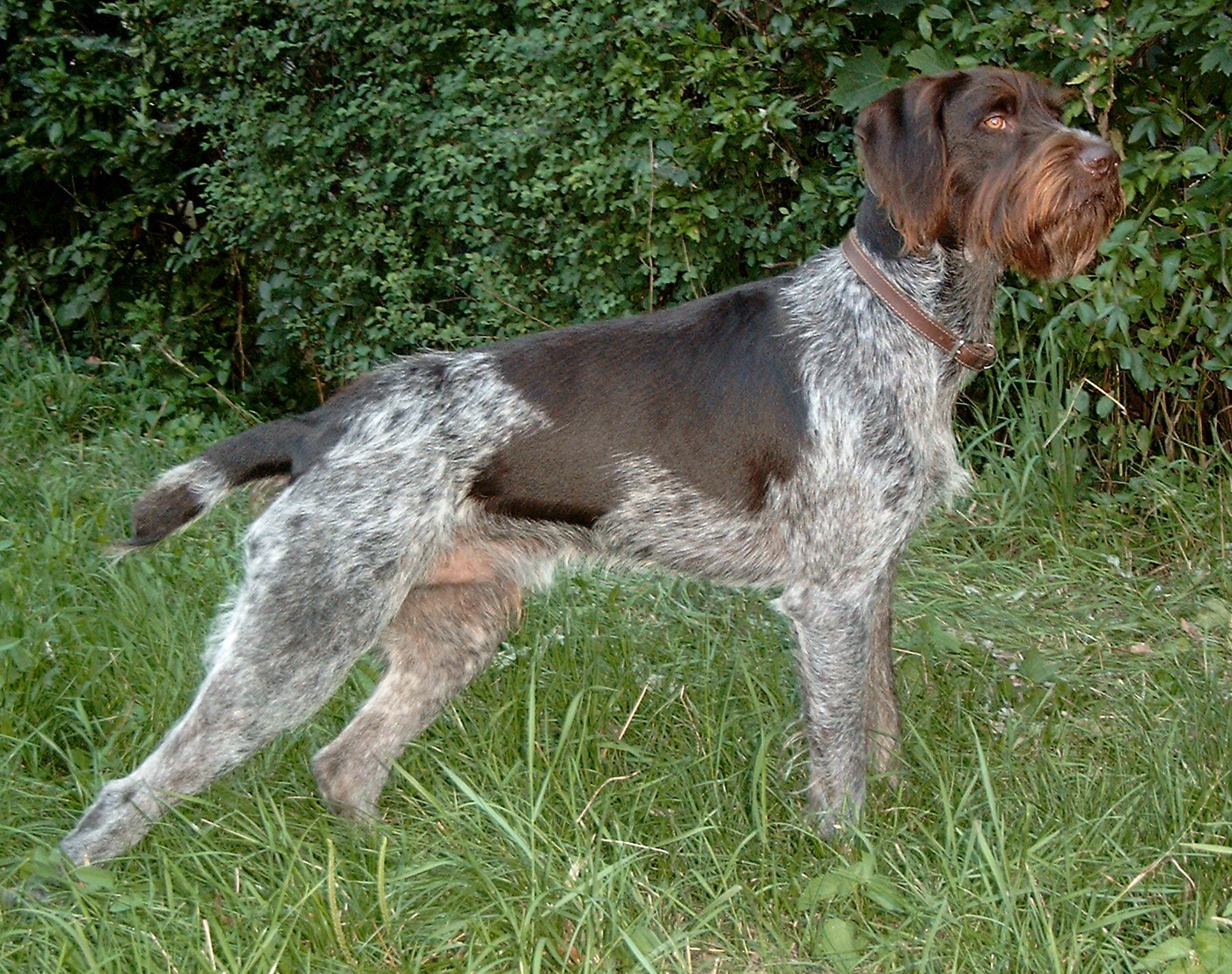
Ki mozog, mi mozog?

A rövidszőrű német vizslához hasonló, nemes megjelenésű, közepes nagyságú kutya. Szőrzete durva, összességében energiát sugároz, mozgása térölelő, 
harmonikus. Törzshosszúsága megegyezik a marmagassággal, de a szukák lehetnek valamivel hosszabbak. A kanok marmagassága 61–68 cm, a szukák alacsonyabbak 57–64 cm. Súlya kb. 25–32 kg.
- Jelleme

Erőteljes, intelligens vadászkutya, élénk, de nem ideges vérmérséklettel. Határozott, kiegyensúlyozott, jó önuralommal. Nem lehet sem félénk, sem agresszív, sem lövésfélő.Az időjárás viszontagságait jól tűri.
- Fej

Markáns, erős, arányosan igazodik a testnagysághoz. Az arcorri rész megfelelően fejlett, az ajkak jól zárnak. Az orrtükör nagy és
barna. A szemek közép nagyok, nem túl mélyen ülők, a lehető legsötétebb barnák. A szemhéjak jól zárnak. A jellegzetes lelógó fülek magasan tűzöttek, széles alapokkal, a fejhez simulnak, végük enyhén lekerekített.
- Nyak

A középhosszú nyak jól izmolt, enyhén ívelt, erőteljes, anélkül hogy durvának tűnne. A nyak legyen minél szárazabb, toka nélkül.
- Törzs

A mar jól izmolt, a hát rövid. A mellkas nagy, széles, a bordák dongásak, szépen íveltek. Az ágyéktájék egyenes, izmos, rövid. A far
meglehetősen hosszú, széles és enyhén lejt. A középmagasan tűzött farok erőteljes, de nem vaskos, két ötödére kurtítják. Izgalmi állapotban a hát vonalának szintjén hordott. A végtagok erőteljes csontozatára masszív izomzat épül. A lapockák hosszúak és dőltek,
térölelő mozgást biztosítanak. A mancsok kerekdedek, ívelt, erőteljes ujjakkal.
- Szín és szőrzet

Kemény, drótos, testhez simuló és sűrű. A fedőszőr kb. 2–4 cm hosszú. Sűrű, víztaszító aljszőrzet kívánatos. A hosszabb szőrzet nem takarhatja el a test körvonalait. A keménysége és sűrűsége lehetőleg jó védelmet nyújtson az időjárás viszontagságai és a sérülések ellen. A lábak alsó felén és a has tájékán legyen a szőr rövidebb, de ugyanakkor sűrű, fejen és a füleken rövidebb ám egyúttal sűrűbb, de nem puhább szőrzettel fedett. Kifejezett szemöldök és egy erőteljes, de nem nagyon hosszú ám meglehetősen kemény szakáll növeli az energikus arckifejezést. Farkát kurtítják.

Színváltozatok:
- barnán spriccelt, folttal, vagy anélkül
- feketén spriccelt, folttal, vagy anélkül
- barna fehér mellfolttal vagy anélkül
- világos spriccelt

- Hibák

A durva vagy túl finom felépítés, a nehéz burkolt fej, a logó, laza szemhéjak, hibás harapás, rövid nyak, laza hát, magasan hordott farok, nem egyenes végtagok, laza mancsok, rossz szögelések, ideges vagy limfatikus alkat, lövésfélés.

## Alkalmazása

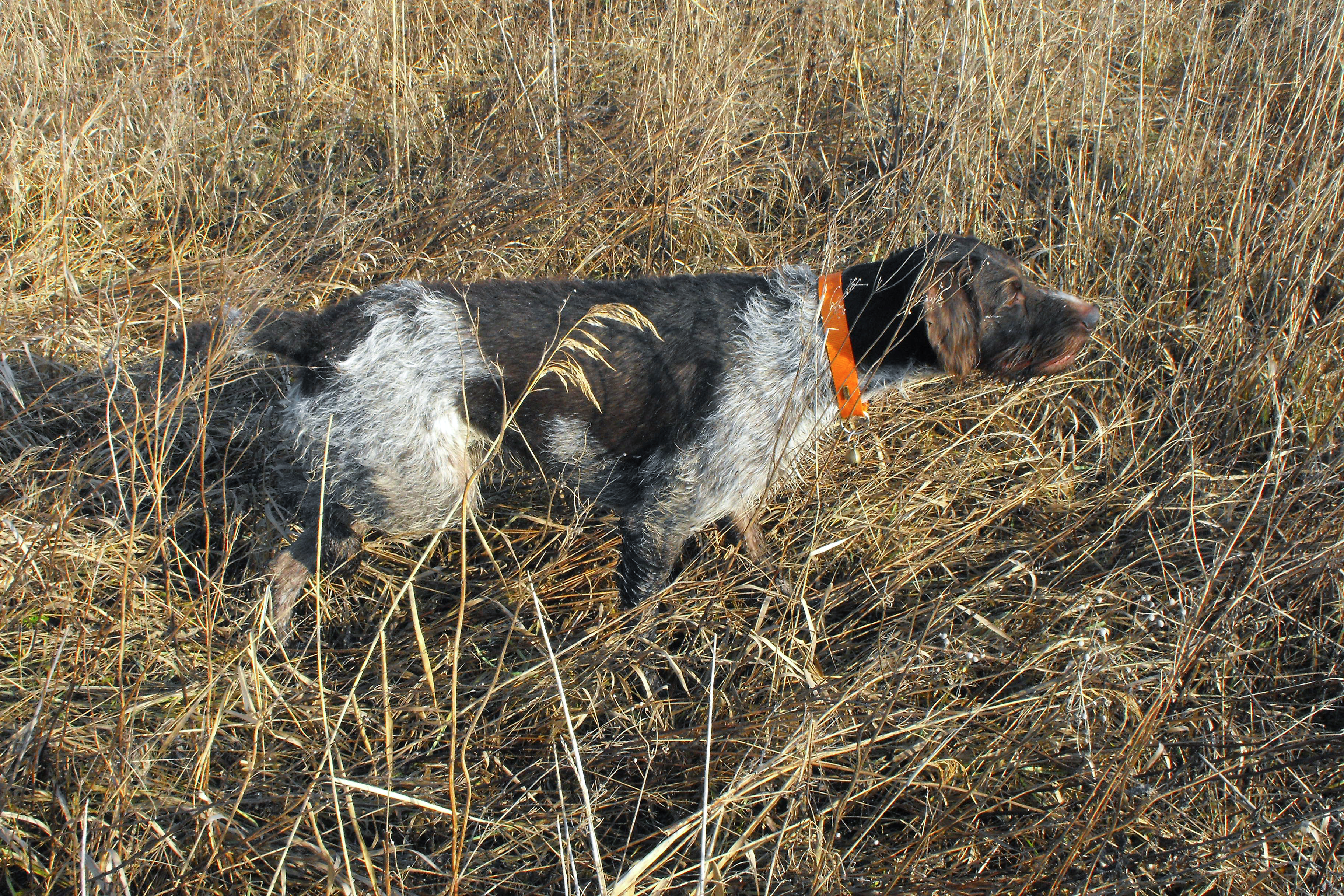
Vadat álló drótos

A drótszőrű német vizsla sokoldalú, univerzális vadászkutya.
A klasszikus angol vizslázásnál , az angol vizslák feladata a vad felkeresése és megmutatása a vadász számára. 
A keresés szagnyomok alapján történik, általában légszimattal. Mikor a kutya a vad szagát megtalálja, óvatosan, valósággal macska módjára, igyekszik hozzá közeledni, mintegy „ráhúzz” a vadra. Biztonságos távolságban, anélkül hogy felzavarná, viszont megáll és a kutya kimerevedik. Ezt a jellegzetes jelzést, mikor a kutya felemelt mellső lábbal kimerevedik és az orra a vad irányába mutat, egész teste megfeszül, hívja a vadásznyelv vadmegállásnak, vagyis a „ kutya állja a vadat”. Ezáltal a vadász időt nyer, felkészül a lövésre, és nyugodtabban tud a vadhoz közeledni, mivel az a kutyára figyel. Ekkor parancsra, vagy a vadász közeledtére, a kutya felkelti a vadat és hasal, majd következik a lövés. Szerencsés esetben a lövés talált, de az angol vizslák feladata ezzel véget is ért, ugyanis a vad megtalálása és elhozása már a retrieverek feladata. Az angol vadászmódszerek szerint két kutyára van szükség az apróvad vadászatához.
A németek praktikusan közelítették meg a kérdést: „Egy lövéshez két kutya…?!”. Miért ne lehetne olyan kutyafajtát kitenyészteni, mely nemcsak több feladatot képes egyszerre ellátni, ezáltal több vadászati módszerhez használható, ugyanakkor szükséghelyzetben meg tud felelni olyan kihívásoknak is, melyek nem tartoznak szorosan a munkakörébe? Nos, így született meg a német vizsla, amely a fentebb leírt dolgokon kívül, elvégzi a retriverek feladatát is, vagyis megkeresi és terítékre hozza az elejtet vadat, úgy szárazon, mint vízből is, majd azt szájában tartva, míg gazdája el nem veszi, ülve átadja.
De lévén sokoldalú vadászkutya, véreb feladatokat is ellát, vagyis sebzett nagyvad utánkeresése, megtalálása és a kimúlt vad jelzése („dermedtre csaholás”), vagy a még nem kimúlt vad megállítása („állóra csaholás”).
Feladatkörei evvel sem merülnek ki, mert intelligens, tanulékony kutyák lévén mindenre megtaníthatók, a kotorékozás kivételével, ennek fizikai okai vannak ( nagy testű kutyafajta ), amit csak a vadászat megkíván.
A vadászaton kívül, gyakran találkozunk velük más kutyás sportokban is , mint az agility, obedience, dog dancing, valamint a flyball és frizbi.
Igazán csak vadászoknak való, akiknél kiélheti vadászösztöneit.

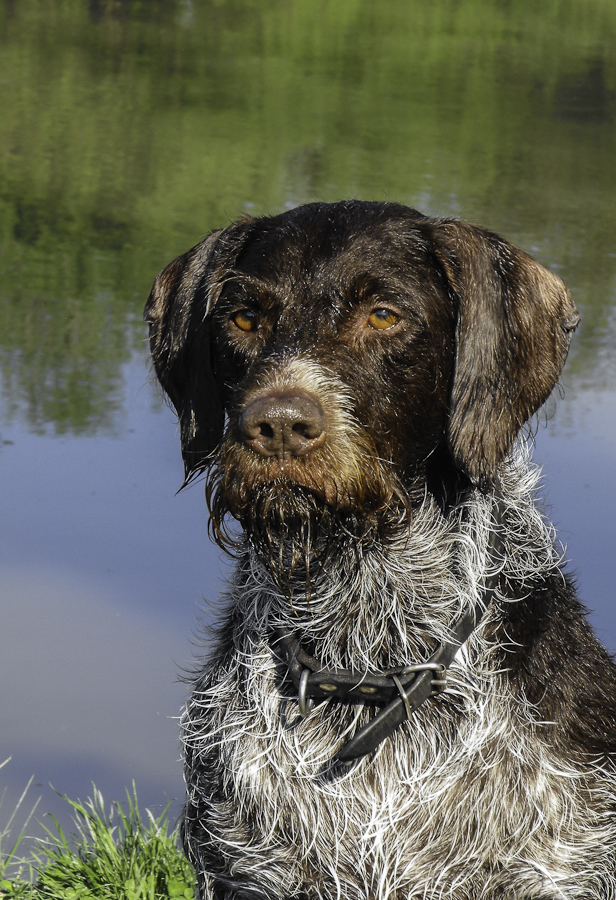
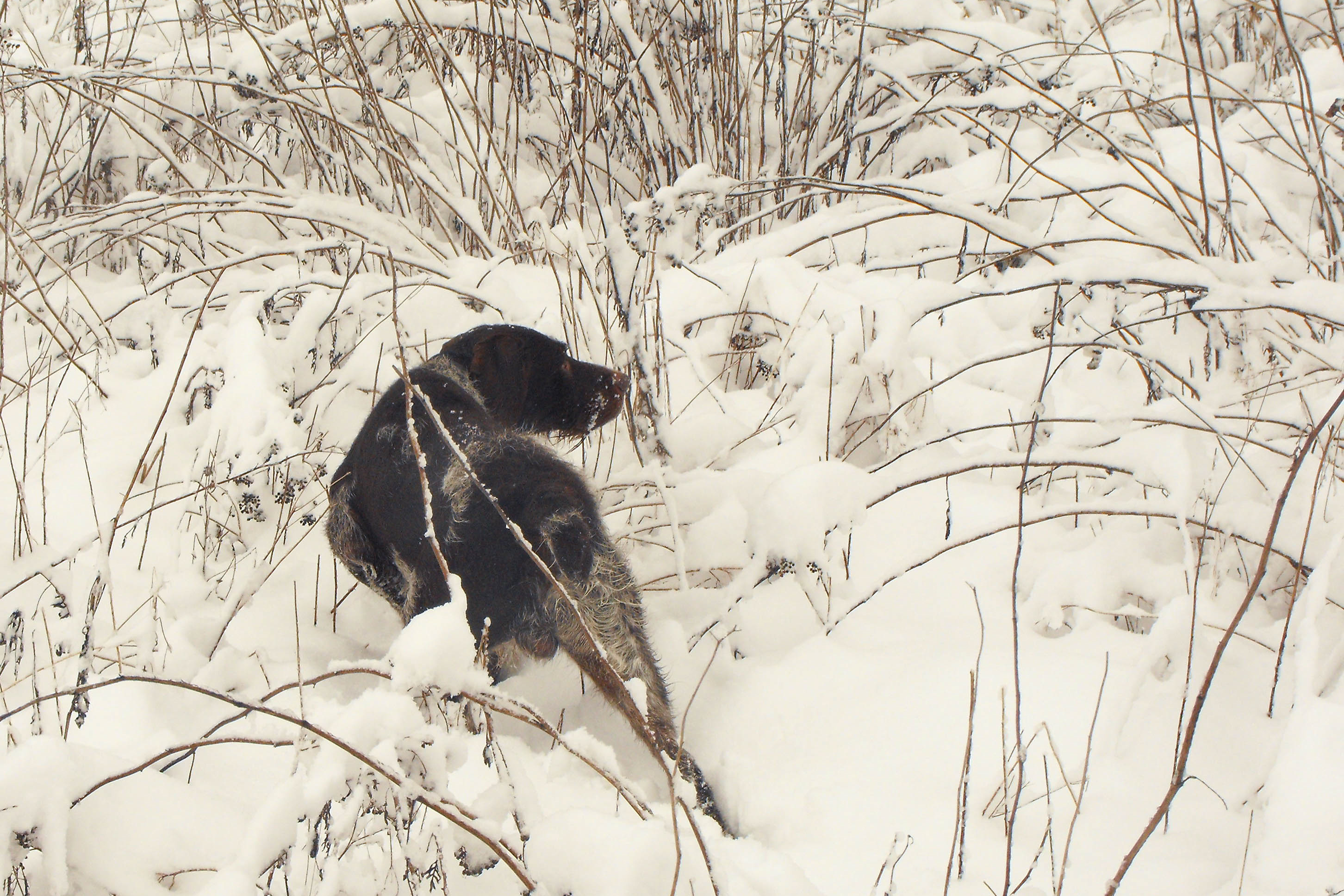
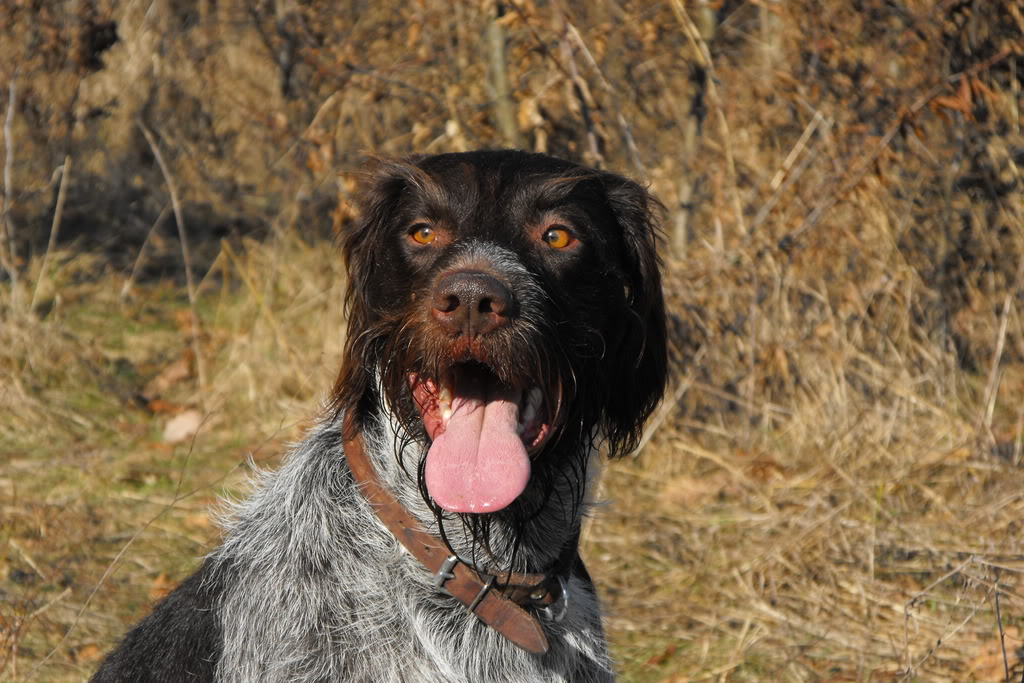
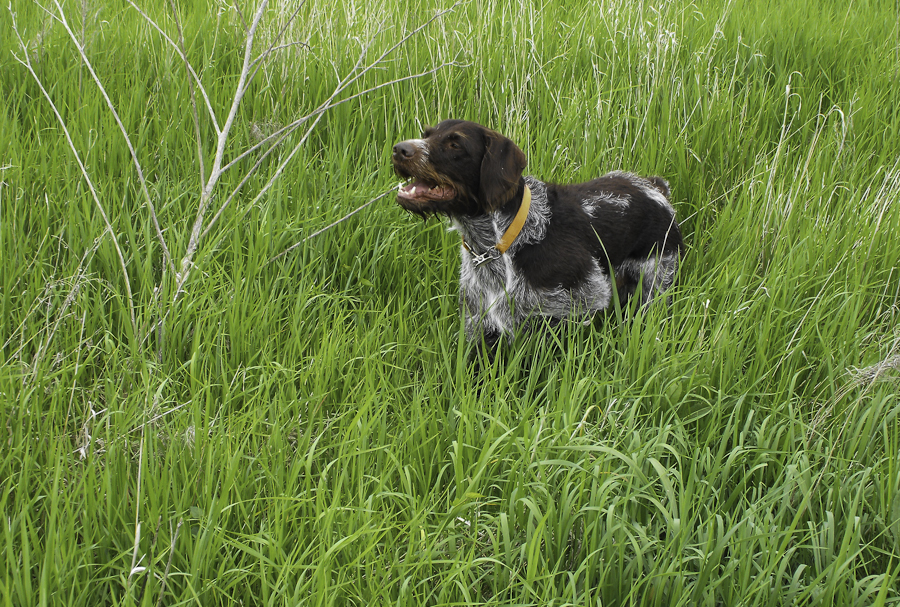
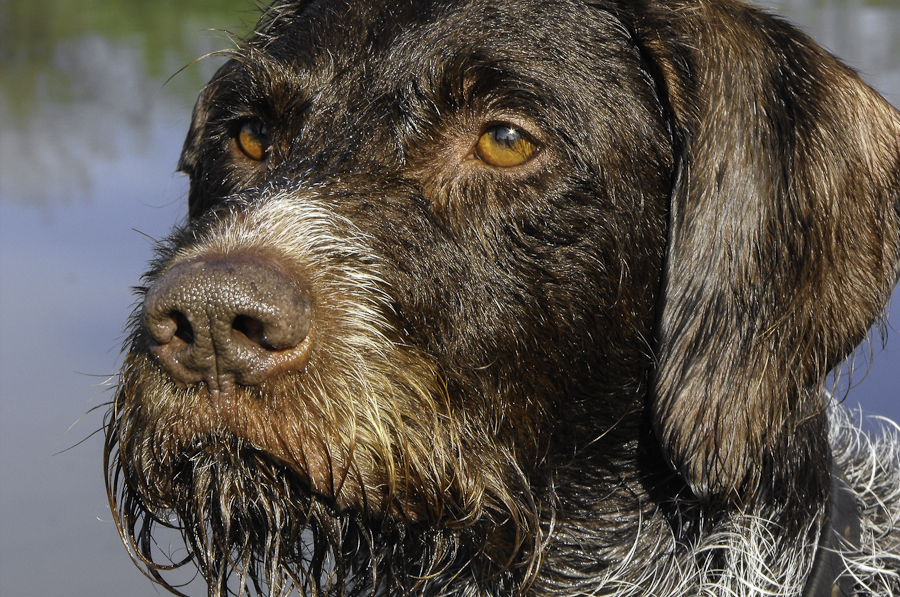
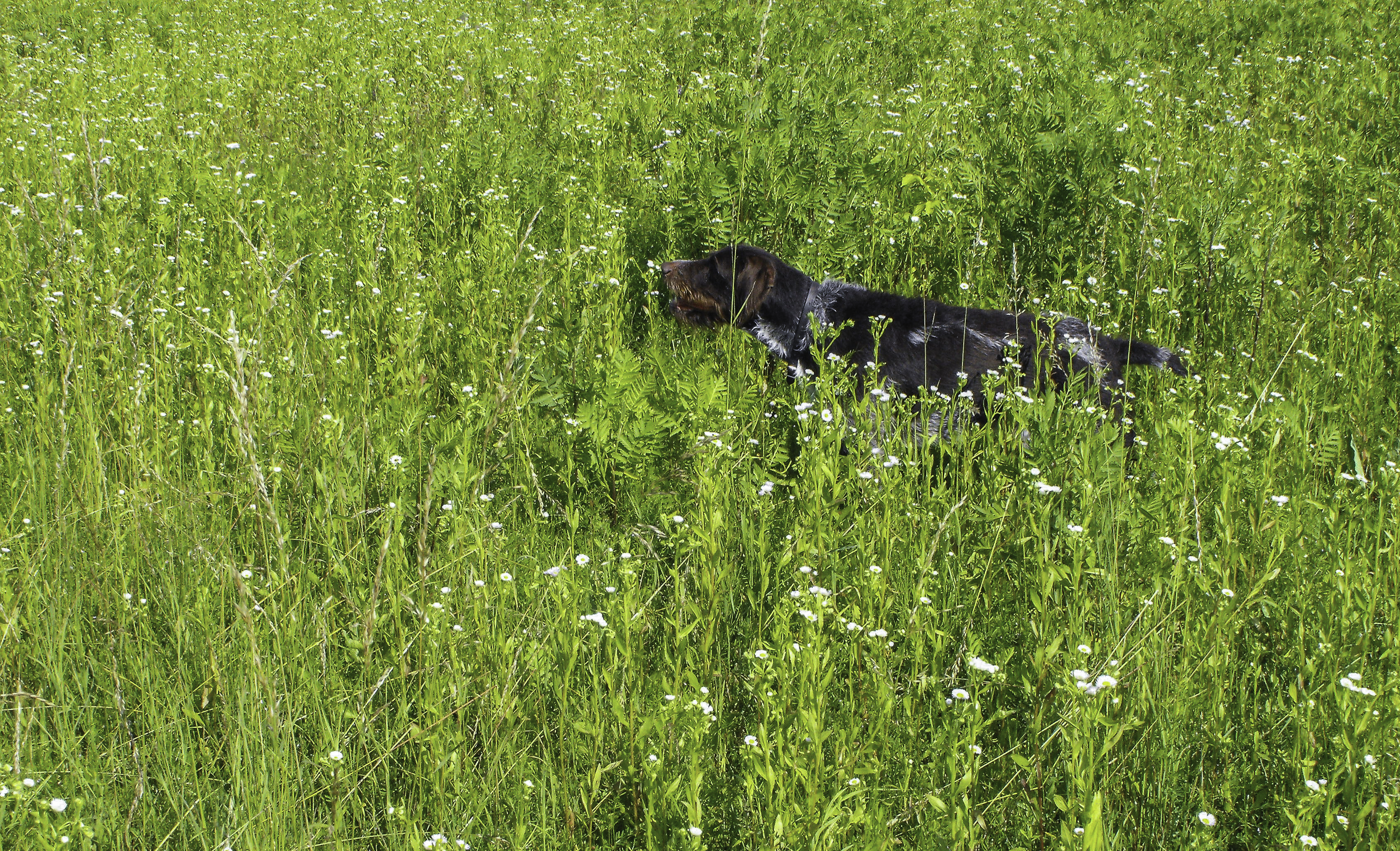

## Rokon fajták
- rövidszőrű német vizsla
- hosszúszőrű német vizsla
- szálkásszőrű német vizsla
- weimari vizsla
- korthals-griffon